# 324
324 (CCCXXIV) je bilo prestopno leto, ki se je po julijanskem koledarju začelo na sredo.

## Dogodki
- 3. julij - Birka pri Odrinu